# Abiskoa abiskoensis
Abiskoa abiskoensis (Holm, 1945) è un ragno appartenente alla famiglia Linyphiidae.
È l'unica specie nota del genere Abiskoa.

## Distribuzione
La specie è diffusa in Europa settentrionale e in varie località dell'Asia.

## Tassonomia
Le caratteristiche di questo genere monospecifico sono state ben evidenziate nello studio degli esemplari denominati Lepthyphantes abiskoensis Holm, 1945.
Dal 2008 non sono stati esaminati altri esemplari, né sono state descritte sottospecie al 2012.

### Specie sinonime del genere
- Abiskoa haniensis (Zhu, Wen & Sun, 1986); esemplari riconosciuti in sinonimia con A. abiskoensis (Holm, 1945) a seguito del lavoro di Tanasevič del 1992, sotto la denominazione di Lepthyphantes haniensis degli esemplari[2].